# Pseudophoxinus anatolicus
Pseudophoxinus anatolicus là một loài cá vây tia thuộc họ Cyprinidae.
Loài này chỉ có ở Thổ Nhĩ Kỳ.
Môi trường sống tự nhiên của chúng là hồ nước ngọt.
Chúng hiện đang bị đe dọa vì mất môi trường sống.